# Festival du film de Hollywood 2013

## Palmarès
- Hollywood Movie Award : Star Trek Into Darkness
- Hollywood Director Award : Lee Daniels pour The Butler
- Hollywood Actor Award : Matthew McConaughey pour Dallas Buyers Club
- Hollywood Actress Award : Sandra Bullock pour Gravity
- Hollywood Supporting Actor Award : Jake Gyllenhaal pour Prisoners
- Hollywood Supporting Actress Award : Julia Roberts pour Un été à Osage County
- Hollywood Visual Effects Award : John Knoll pour Pacific Rim
- Hollywood Animation Award : Dan Scanlon pour Monsters University
- Hollywood Screenwriter Award : Julie Delpy, Ethan Hawke et Richard Linklater pour Before Midnight
- Hollywood Spotlight Awards :
  - Michael B. Jordan pour Fruitvale Station
  - Sophie Nelisse pour The Book Thief
  - David Oyelowo pour The Butler
- Hollywood Producer Award : Michael De Luca
- Hollywood Song Award : Chris Martin pour Hunger Games
- Hollywood Costume and Production Design Award : Michael Wilkinson et Judy Becker (en) pour American Hustle
- Hollywood Ensemble Cast Award : Julia Roberts, Juliette Lewis, Chris Cooper, Margo Martindale, Dermot Mulroney, Julianne Nicholson et Misty Upham pour Un été à Osage County
- Hollywood Breakout Performance Award : Jared Leto pour Dallas Buyers Club
- Hollywood Breakout Director Award : Steve McQueen pour 12 Years a Slave
- Hollywood New Hollywood Award : Lupita Nyong'o pour 12 Years a Slave
- Hollywood Career Achievement : Harrison Ford
- Hollywood Legend Award : Jerry Weintraub